# ローベルト・ポラック
ローベルト・ポラック（Robert Pollack, 1880年1月18日 - 1962年9月7日）は、オーストリア出身のヴァイオリニスト、指揮者、音楽教師。

## 経歴
ウィーンに生まれる。同地でヨハン・リッター (Johann Ritter) にヴァイオリンを、ライプツィヒ音楽院でハンス・ジットとフーゴー・リーマンに音楽理論を、1903年から1905年までジュネーヴ音楽院でアンリ・マルトーにヴァイオリンを師事した。1905年から1914年までジュネーヴ音楽院の教師。第一次世界大戦開戦時に滞在していたロシアで抑留されたのち、モスクワ音楽院教授に就任。1919年から新ウィーン音楽院の高等科主任（フランティシェク・オンドジーチェクの後任）、1926年からサンフランシスコ音楽院高等科の教師とカリフォルニア弦楽四重奏団第1ヴァイオリン奏者（第2ヴァイオリン: ウィリアム・ウォルスキ、ヴィオラ: ロマン・ヴェルネ、チェロ: ミヒェル・ペンハ）、1930年から1937年まで東京音楽学校ヴァイオリン科の傭外国人教師、1941年からロサンゼルス音楽院の教師を務めた。新交響楽団（現在のNHK交響楽団）とヴァイオリニストとしてのほか、第126、131、160回定期公演では指揮者として共演した。
教え子にニコライ・ベレゾフスキー、井上武雄、兎束龍夫、平井康三郎、ブロニスワフ・ギンペル、アイザック・スターンがいる。